# Panik
Panik és un grup de rock alemany, format per sis membres de Neumünster, que es va establir a Hamburg el 2007 amb el nom de Nevada Tan. Gairebé tots els membres tocaven en una banda anomenada Panik el 2002. Nevada Tan va anunciar el canvi del nom del grup a Panik el 20 de gener de 2008.

## Membres
| Nom                      | Instrument         | Data de naixement      |
| ------------------------ | ------------------ | ---------------------- |
| Frank "Franky" Ziegler   | Cantant            | 28 d'Abril de 1987     |
| Timo "T:mo" Sonnenschein | rap/Guitarra       | 20 de Setembre de 1987 |
| Christian Linke          | Baix/Guitarra/Veu  | 11 de Març de 1987     |
| David Bonk               | Guitarra/Piano/Veu | 6 de Febrer de 1988    |
| Jan Werner               | DJ                 | 1 de Març de 1988      |
| Juri Schewe              | Bateria            | 24 de Novembre de 1986 |

## La Banda
Panik combina elements de rap amb hard rock. Encara que a ells no els agradi, sovint el seu estil és comparat amb el de Linkin Park. Els membres de la banda han dit que la ira els motiva, i que l'única manera en la qual poden expressar les seves emocions és en la seva llengua materna, l'alemany.
La primera presentació oficial de la banda va ser en "The Dome 41" a Mannheim, el 2 de març de 2007.
Franky, cantant de la banda, és l'únic membre que va néixer a Heidelberg, al sud d'Alemanya. Va conèixer David a través d'internet. Per conèixer els altres, va viatjar a Neumünster i, després de ser acceptat com a membre de la banda, es va establir allà de manera permanent. Ell diu que li va costar acostumar-se a la fama, perquè fou criat en una ciutat petita; I que és molt nostàlgic, anyora la seva família i el seu poble.
El pare de T:mo tocava el baix a la banda alemanya Illegal 2001,de manera que va fer el seu primer contacte amb la música aviat a la vida. Un dels seus hobbies és realitzar pel·lícules i vídeos de música, de fet ell va produir el vídeo de la seva cançó So wie du (Com Tu).
David i T:mo han estat amics des de la infantesa. La seva amistat ha durat més de 16 anys. Encara que van anar a diferents escoles, van seguir en contacte tot el temps. Els altres membres de la banda es reuneixen a la casa de David per assajar.
Jan és el DJ de la banda. Fou la incògnita més gran de la banda, perquè estava usant una màscara negra que li cobria tota la cara, excepte els ulls. En una sessió de fotos exclusiva per a "Bravo" es va treure la màscara per primera vegada, i va dir que era molt tímid com per mostrar la seva cara la primera vegada que la banda va aconseguir la fama. No obstant això, continua utilitzant-la per als seus concerts, atès que s'ha tornat la seva marca personal.
Linke, el baixista, també va néixer a Neumünster. Es va fer el seu primer tatuatge fa alguns mesos. Diu: Edmond Dantès, personatge principal de El comte de Monte Cristo, qui busca venjança, però quan l'aconsegueix, queda insatisfet. Linke va dir que el tatuatge li recordarà sempre com és d'autodestructiva la venjança en realitat.
Juri és el bateria de la banda. els altres membres diuen que és el més treballador de tots. Fins i tot va finalitzar la secundària amb la mitjana més alt. Ell és com el "líder" de la banda: és qui parla amb la discogràfica sobre decisions importants, i s'ocupa dels afers legals i financers. En les seves pròpies paraules, "El domini de David és internet, T:mo filma i ho documenta tot en vídeo. Jan el nostre conductor, Franky és el cuiner, i Linke és qui sempre troba alguna cosa divertida que fer".

## Èxit en el Rànquing
la banda va debutar amb èxit en els rànquings alemanys: El primer single Revolution va entrar en el lloc 15, i l'àlbum Niemand hört dich va arribar vuitè.
L'àlbum i els singles també van entrar en els rànquings austríacs.
La banda es va tornar molt popular en molt poc temps, gràcies a la revista alemanya "Bravo" i el canal de música per satèl·lit d'Astra "Viva".

### Singles
- Com a Nevada Tan

| Títol      | Alemanya | Austria | Debut              |
| ---------- | -------- | ------- | ------------------ |
| Revolution | 15       | 25      | 30 de març de 2007 |
| Vorbei     | 29       | 42      | 8 de juny de 2007  |
| Neustart   | 44       | —       | 24 d'agost de 2007 |

- Com a Panik

| Títol               | Alemanya | Austria | Debut                |
| ------------------- | -------- | ------- | -------------------- |
| Was würdest du tun? | 28       | TBA     | 15 de febrer de 2008 |

### Àlbums
- Com a Nevada Tan

| Àlbum             | Alemanya | Austria | Debut              |
| ----------------- | -------- | ------- | ------------------ |
| Niemand hört dich | 8        | 21      | 20 d'abril de 2007 |

- Com a Panik

| Àlbum | Alemanya | Austria | Debut          |
| ----- | -------- | ------- | -------------- |
| TBA   | TBA      | TBA     | Primavera 2008 |

## Curiositats
- El nom original de la banda ve de Nevada-tan, una nena japonesa, que va assassinar una companya amb una navalla.
- Les primeres fotos de Nevada Tan a "Bravo" van ser en estil Manga.
- David ha guanyat premis per tocar el piano en una competència anomenada Jugend musiziert.
- El segon vídeo del single Vorbei mostra els membres de la banda com a Ninjes.